# Liga de Honra de 1996–97
A edição de 1996-1997 da Liga de Honra foi a sétima edição deste escalão do futebol português.
Foi disputada por 18 clubes: 3 despromovidos da Primeira Liga, 3 promovidos da II Divisão, e os restantes que tinham permanecido.
O vencedor foi o Campomaiorense. Acompanharam na subida à Primeira Divisão o Varzim e a Académica, que ficaram em segundo e terceiro lugares respectivamente.
Sporting da Covilhã, Beja e Tirsense foram despromovidos para a II Divisão.

## Equipas
Equipas a disputar a edição em relação à edição anterior:
| Despromovidas da Primeira Liga - Campomaiorense - Felgueiras - Tirsense | Mantidos - Académica de Coimbra - Académico de Viseu - Alverca - Beira-Mar - CF União - Desportivo das Aves - Estoril Praia - Feirense - Moreirense - Paços de Ferreira - Penafiel - União de Lamas | Promovidos à 2ª Divisão de Honra - Beja - Sporting da Covilhã - Varzim |

## Tabela classificativa
|     | Equipa               | Pts | J  | V  | E  | D  | GM | GS | +/- | Comments                      |
| --- | -------------------- | --- | -- | -- | -- | -- | -- | -- | --- | ----------------------------- |
| 1.  | Campomaiorense       | 62  | 34 | 18 | 08 | 08 | 51 | 32 | +19 | Promovidos à Primeira Divisão |
| 2.  | Varzim               | 59  | 34 | 18 | 5  | 11 | 49 | 52 | -3  | Promovidos à Primeira Divisão |
| 3.  | Académica de Coimbra | 58  | 34 | 17 | 7  | 10 | 39 | 21 | +18 | Promovidos à Primeira Divisão |
| 4.  | Felgueiras           | 54  | 34 | 14 | 12 | 08 | 41 | 33 | +8  |                               |
| 5.  | Penafiel             | 51  | 34 | 13 | 12 | 9  | 38 | 29 | +9  |                               |
| 6.  | União de Lamas       | 47  | 34 | 13 | 8  | 13 | 37 | 32 | +5  |                               |
| 7.  | Estoril Praia        | 47  | 34 | 13 | 8  | 13 | 34 | 35 | -1  |                               |
| 8.  | Desportivo das Aves  | 47  | 34 | 13 | 8  | 13 | 44 | 47 | -3  |                               |
| 9.  | Paços de Ferreira    | 46  | 34 | 11 | 13 | 10 | 39 | 41 | -2  |                               |
| 10. | Beira-Mar            | 46  | 34 | 12 | 10 | 12 | 36 | 32 | +4  |                               |
| 11. | CF União             | 43  | 34 | 11 | 10 | 13 | 40 | 45 | -5  |                               |
| 12. | Feirense             | 42  | 34 | 10 | 12 | 12 | 48 | 47 | +1  |                               |
| 13. | Moreirense           | 42  | 34 | 10 | 12 | 12 | 45 | 44 | +1  |                               |
| 14. | Académico de Viseu   | 42  | 34 | 11 | 9  | 14 | 34 | 38 | -4  |                               |
| 15. | Alverca              | 40  | 34 | 9  | 13 | 12 | 31 | 30 | +1  |                               |
| 16. | Sporting da Covilhã  | 38  | 34 | 9  | 11 | 14 | 30 | 41 | -11 | Despromoção para a II Divisão |
| 17. | Beja                 | 37  | 34 | 9  | 10 | 15 | 44 | 55 | -11 | Despromoção para a II Divisão |
| 18. | Tirsense             | 30  | 34 | 8  | 6  | 20 | 25 | 51 | -26 | Despromoção para a II Divisão |

Nota 1: cada vitória valia 3 pontos
Nota 2: quando dois ou mais clubes têm os mesmos pontos, a classificação é determinada pelos resultados dos jogos entre eles.

## Melhor marcador
Carlos Freitas, futebolista português, foi o melhor marcador, tendo marcado 17 golos ao longo da época, que jogou pelo Beja.

## Treinadores
Alguns dos treinadores das equipas no decorrer da época:
| Equipa               | Treinador                     |
| -------------------- | ----------------------------- |
| Académica de Coimbra | Vítor Oliveira                |
| Campomaiorense       | Diamantino Miranda            |
| Desportivo das Aves  | Luís Campos                   |
| Feirense             | Henrique Nunes                |
| Felgueiras           | Jorge Jesus Augusto Inácio    |
| Moreirense           | Carlos Garcia                 |
| Tirsense             | Manuel Fernandes Eurico Gomes |
| Varzim               | Horácio Gonçalves             |